# 중앙로 (화순군)
중앙로(Jungang-ro)는 전라남도 화순군 화순읍 현대병원교차로 에서 화순읍 전대병원교차로 를 잇는 도로이다.

## 주요 경유지
전라남도
- 화순군 (화순읍)

## 노선
| 이름                | 접속 노선         | 소재지 | 소재지 | 비고 |
| ------------------- | ----------------- | ------ | ------ | ---- |
| 현대병원 교차로     | 쌍충로            | 화순군 | 화순읍 |      |
| (이름없음)          | 진각로            | 화순군 | 화순읍 |      |
| 만연천 교차로(회전) | 자치샘로 천변좌로 | 화순군 | 화순읍 |      |
| 국민은행 교차로     | 광덕로            | 화순군 | 화순읍 |      |
| 전대병원 교차로     | 서양로            | 화순군 | 화순읍 |      |

## 주요 건물및 시설
- 아성다이소 화순점 (중앙로 75/향청리 3)
- Tworld 남선대리점 화순광덕점 (중앙로 75/향청리 3)
- Tworld 광주백산대리점 화순점 (중앙로 84/만연리 210)
- 화순우체국 (중앙로 75/만연리 240-1)
- KT 아이정보 화순2호점 (중앙로 87/만연리 240-9)
- CU 화순중앙점 (중앙로 92/만연리 220)
- 신협 화순신협광덕 광덕지점 (중앙로 96/만연리 222)
- 롯데리아 화순점 (중앙로 98/만연리 223)